# Eibsee
Eibsee – jezioro w Niemczech, położone w kraju związkowym Bawaria, bardzo blisko granicy z Austrią i najwyższego szczytu państwa, Zugspitze oraz 9 km na południowy zachód od Garmisch-Partenkirchen. Nazwa pochodzi od cisu (niem. Eibe), który rósł obficie w okolicznych lasach (obecnie rzadki).
Ma powierzchnię 1,77 km² i wymiary 3,15 × 0,56 km. Pomimo że w północnej części dno jest dość płytkie i ponad powierzchnię wody wystaje aż 8 wysepek (z których największa ma 2280 m²), to jezioro jest stosunkowo głębokie (do 35 m; średnia głębokość: 12,2 m). Powierzchnia zlewni wynosi 13,39 km². W północno-wschodnim rogu znajduje się szeroki na 50 m i głęboki na 0,5 m przesmyk do sąsiedniego jeziora (traktowanego też jako zatoka) Weitersee; nad przesmykiem przerzucono most. W pobliżu znajdują się niewielkie jeziorka, m.in. Frillensee (1,271 ha), Steingringpriel (0,28 ha), Braxensee (0,24 ha), Steinsee (0,08 ha), Froschsee (0,035 ha).
Do Eibsee można dojechać autobusem z Garmisch-Partenkirchen. Wokół jeziora prowadzi ścieżka widokowa (7,5 km długości), dostępne są też plaże i wypożyczalnia rowerów wodnych oraz łodzi. Od maja do października trwa sezon łowienia ryb. W pobliżu można znaleźć hotel oraz kolejkę na Zugspitze.